# Mohamed Zidan
Mohamed Zidan (født 11. december 1981) er en forhenværende egyptisk fodboldspiller, der senest spillede for Baniyas SC. Han har tidligere spillet i forskellige tyske, danske og en enkelt egyptisk klub.
Zidan har sin force i form af en en ekstrem hurtighed og en acceleration i særklasse. Han har en utrolig flair og gør uventede ting, som gør ham helt speciel. Hans flair er også godt brugt, da hans teknik er i verdensklasse, og ikke mange spillere har en så god boldføling som ham. I FC Midtjylland blev der bidt meget mærke i at hans stil ikke rigtig passede ind i Danmark, og hans holdkammerater kunne til tider godt blive forundrede over de ting han kunne finde på. Erik Rasmussen udtalte at Zidans eneste mangel var hans blik for medspillernes muligheder. Det forbedrede han dog en hel del i hans tid hos FCM.
Han har tidligere udtalt at han føler og ser sig selv som dansker, og havde en drøm om at spille for det danske landshold. Det har dog ikke kunne lade sige gøre, og han har derfor måttet spille for sit oprindelige land Egypten.

## Klubkarriere

### Akademisk Boldklub
I 1999 blev han hentet til AB fra den egyptiske klub Al Masry. Her spillede han en stor rolle hos den københavnske klub, og blev hurtigt en publikumsfavorit. AB kom i økonomiske problemer, og var nødt til at sælge Zidan. Jens Ørgaard så hans talent, og hentede ham til FC Midtjylland for ca. 3 millioner danske kroner.

### FC Midtjylland
I FC Midtjylland fik han sit gennembrud med 30 mål i 47 kampe. Klubberne stod i kø for at lure på den egyptiske angriber. Kontakter fra Inter og FC Köln havde ham i kikkerten, men der blev ikke lavet nogen aftale. Han var kun få skridt fra at lande i Bestikas, men han havde selv udtrykt et ønske om ikke at komme til Tyrkiet, og parterne kunne ikke blive enige om en pris, og derfor gik det hele i vasken. Erik Rasmussen og Jens Ørgaard havde et klart ønske om at få ham solgt. Erik Rasmussen følte ikke han passede ind, og Jens Ørgaard ville meget gerne have nogle penge ind, da FCM lå med underskud. Zidan blev tilknyttet agenten Ivan Benes, som havde mange kontakter ude i Europa. Det lykkedes Benes at få et bud fra de tyske mestre Werder Bremen, og efter nogle problemer fra Zidans privatliv lykkedes det ham til sidst at få en lejeaftale på 10 millioner, med en klausul om 3 år ekstra i form af yderligere 15 millioner.

### Werder Bremen
Han blev senere tilknyttet permanent på en transfer, der lød på samlet 25 millioner inkl. lejeaftalen. Der var høje forventninger til ny-indkøbet, men i en af de første træningskampe blev han desværre skadet. Hændelsen fandt sted, da Zidan netop havde erobret bolden, og var i en spurt, hvor en af modspillerne kom med en glidende tackling. Zidan har selv beskrevet hændelsen som meget smertefuld, og at det er det værste han havde prøvet. Han fik problemer med manglende spilltid, og han skifede til Mainz 05, i første omgang på en lejeaftale. Han vendte tilbage til Werder Bremen, men nu var Mainz meget interesserede i at tilknytte ham permanent, så de hentede ham permanent ind for 22 millioner kroner.

### Mainz 05
Da han kom til Mainz blev han hurtigt fast mand grundet flere solide præstationer. Han havde klart sin andel i en redning af klubben. Klubben kæmpede under nedrykningsstregen, men fik kæmpet sig op over den, og Zidan var en helt. Han scorede 9 mål i 26 kampe i lejeperioden. Han vendte tilbage til Werder Bremen og fik fem kampe uden mål. Mainz var meget interesserede i at tilknytte ham permanent, og de betalte 22 millioner kroner for ham. Zidan fik nu for alvor gang i målscoringen og stod bag hele 14 mål i 15 kampe. Det var dog ikke nok til at holde Mainz fra nedrykning denne gang. Han skifte derfor til storklubben HSV for intet mindre end 45 millioner danske kroner.

### Hamburger SV
Tiden i HSV var ikke den bedste, og han nåede kun at score 2 ligamål i 15 kampe. Han scorede dog et bemærkelsesværdigt mål mod selveste Real Madrid i Emirates Cup. Han fik aldrig for alvor sit gennembrud i HSV, og i midten af anden sæson i klubben, blev han solgt for 22 millioner kroner til Dortmund.

### Borussia Dortmund
Da han ankom betød det en genforening med træneren Jürgen Klopp, som også var træner fra Zidans tid i Mainz. Det er gået fint i Dortmund, dog ikke ret mange mål, men det har heller ikke været hans hans største opgave i Dortmund, da han hovedsageligt bliver brugt på den offensive midtbane, i stedet for angrebet hvor han normalt har slået sine folder.